# 香港書獎
香港書獎是由香港電台與香港公共圖書館及香港出版總會合辦、始於2007年的年度中文書籍獎項，前身為始於1986年的「十本好書」閱讀推廣計劃。由出版界、教育文化專業團體及公眾人士提名年度好書，經兩輪專業評審，選出年度優秀中文書籍予以表揚。獲獎書籍將透過港台電視節目、圖書館展覽以及港台網上專頁詳盡推介。候選資格為該年度內，首次在香港及非本地中文出版之書籍（包括翻譯作品）。本地中文出版定義為有香港ISBN之書目，而非本地中文出版書籍則包括中國內地及台灣出版、香港有代理商或書店能購買得到的書籍。2012年的第五屆起，加設公眾網上投票部分。

## 歷年獲選作品

### 2007年
- 潘毅《中國女工︰新興打工階級的呼喚》（明報出版社）
- 李克威《中國虎》（中原社）
- 艾爾．高爾《不願面對的真相》（城邦文化商周出版）
- 周蜜蜜《名人、作家寫香港叢書（一）芬芳港》、《名人、作家寫香港叢書（二）飛翔的海盜魂》（和平圖書）
- 勞思光著、劉國英編《危機世界與新希望世紀——再論當代哲學與文化》（中文大學出版社）
- 郊野公園之友會《放眼大自然2007》（天地圖書、郊野公園之友會）
- 葛亮《相忘江湖的魚》（匯智出版）
- 季羨林《病榻雜記》（和平圖書）
- 彭懿《遇見圖畫書百年經典》（信誼基金會）

### 2008年
- 北島、李陀主編《七十年代》（牛津大學出版社）
- 陳雲《中文解毒──從混帳文字到通順中文》（天窗出版、信報財經新聞）
- 練乙錚《中國──練乙錚文集Ⅰ》（天窗出版、信報財經新聞）
- 陳天機《天羅地網───科學與人文的探索》（牛津大學出版社）
- 楊天石《找尋真實的蔣介石──蔣介石日記解讀》（三聯書店（香港）有限公司）
- 李智良《房間》（廿九几、kubrick）
- 陳之藩《思與花開》（牛津大學出版社）
- 露西·霍金、史蒂芬·霍金《勇闖宇宙首部曲──卡斯摩的祕密》（時報文化）
- 香港嶺南大學人文學科研究中心香港文學研究小組《書寫香港@文學故事》（香港教育圖書公司）
- 洛楓《禁色的蝴蝶：張國榮的藝術形象》（三聯書店（香港）有限公司）
- 楊繼繩《墓碑──中國六十年代大饑荒紀實（上篇、下篇）》（天地圖書）
- 李照興《潮爆中國》（天窗出版）

### 2009年
- 中國攝影師協會《見證改革開放三十年》（牛津大學出版社）
- 龍應台《大江大海1949》（天地圖書）
- 張愛玲《小團圓》（皇冠出版社（香港）有限公司）
- 陳潤芝《六四二0》（四筆象出版社）
- 賈樟柯《中國工人訪談錄： 一個關於集體記憶的故事》（商務印書館）
- 張倩儀《西行找中國》（天地圖書有限公司）
- 戴晴《在如來佛掌中：張東蓀和他的時代》（香港中文大學出版社）
- David Lucas著、鍾怡雯編《我相信我能飛》（格林文化事業股份有限公司）
- 盧瑋鑾編《辛苦種成花錦繡 ---- 品味唐滌生《帝女花》》（三聯書店（香港）有限公司）
- 張翠容《拉丁美洲真相之路》（馬可孛羅文化）
- 陳冠中《盛世：中國2013年》（牛津大學出版社）
- 西西《縫熊志》（三聯書店（香港）有限公司）

### 2010年（第四屆）
- 林匡正《八十後運動──香港新青年革命》（次文化堂）
- 潘毅、盧暉臨、張慧鵬《大工地上──中國農民工之歌》（商務印書館）
- 余英時《中國文化史通釋》（牛津大學出版社）
- 潘慧嫻《地產霸權》（天窗出版社、信報財經新聞）
- 趙廣超《我的家在紫禁城》系列叢書（設計及文化研究（香港）工作室）
- 董啟章《物種源始．貝貝重生之學習年代》（麥田出版）
- 北島《城門開》（牛津大學出版社）
- 高耀潔《高潔的靈魂──高耀潔回憶錄》（增訂版）（明報出版社）
- 張愛玲、宋淇、宋鄺文美《張愛玲私語錄》（皇冠）
- 丁新豹《善與人同──與香港同步成長的東華三院（1870-1997）》（三聯書店（香港））
- 盧瑋鑾、熊志琴（訪談），熊志琴（記錄）《雙程路──中西文化的體驗與思考》（牛津大學出版社）

### 2011年（第五屆）
- 司徒華《大江東去──司徒華回憶錄》（牛津大學出版社）
- 也斯《人間滋味》（天窗出版社）
- 丁新豹《香江有幸埋忠骨：長眠香港與辛亥革命有關的人物》（三聯書店（香港））
- 彭志銘、劉思航《恒仔的日與夜》（七字頭出版社）
- 沈鑒治《君子以經綸──沈鑒治回憶錄》（三聯書店（香港））
- 陳雲《香港城邦論》（天窗出版社）
- 顧汝德（Leo F. Goodstadt）《官商同謀──香港公義私利的矛盾》（天窗出版社）
- 芭芭拉．德米克（Barbara Demick）《我們最幸福──北韓人民的真實生活》（Nothing to envy: Ordinary Lives in North Korea）（麥田出版）
- 羅海雷《我的父親羅孚──一個報人、「間諜」和作家的故事》（天地圖書）
- 也斯、葉輝、鄭政恒（主編）《香港當代作家作品合集選──小說卷》上下冊（新加坡青年書局、香港明報月刊出版社）
- 陳曉蕾《剩食》（三聯書店（香港））
- 北島、曹一凡、維一（主編）《暴風雨的記憶──1965至1970年的北京四中》（牛津大學出版社）

### 2012年（第六屆）
- 程翔《千日無悔——我的心路歷程》（宣道出版社）
- 張家偉《六七暴動：香港戰後歷史的分水嶺》（香港大學出版社）
- 陳冠中《中國天朝主義與香港》（牛津大學出版社）
- 呂大樂《那似曾相識的七十年代》（中華書局（香港））
- 黃碧雲《烈佬傳》（天地圖書）
- 廖偉棠《浮城述夢人：香港作家訪談錄》（三聯書店（香港））
- 張曉風《誰像天使？》（基督教文藝出版社）
- 明愛社區發展服務《薄扶林村──太平山下的歷史聚落》（三聯書店（香港））
- 韓麗珠、謝曉虹《雙城辭典》I、II（聯經）
- 古蒼梧《舊箋》（牛津大學出版社）

### 2013年（第七屆）
- 張帝莊（文）、吳浚匡（圖）《一本讀通世界歷史》（三聯書店（香港））
- 李丹柯《女性，戰爭與回憶：三十五位重慶婦女的抗戰講述》（中文大學出版社）
- 也斯《也斯的五〇年代——香港文學與文化論集》（中華書局（香港））
- 劉禾《六個字母的解法》（牛津大學出版社）
- Gordon Mathews（原著）、Yang Yang（翻譯）《世界中心的貧民窟：香港重慶大廈》（紅出版（青森文化））
- 陳智德《地文誌：追憶香港地方與文學》（聯經）
- 陳曉蕾、蘇美智《死在香港：流眼淚》（三聯書店（香港））
- 安裕《安裕周記——思前想後》（明報出版社）
- 李維怡《短衣夜行紀——李維怡．文字耕作》（kubrick）
- 小思《翠拂行人首‧小思集》（中華書局（香港））
- 潘國靈《靜人活物》（聯經）

### 2014年（第八屆）
- 香港教育圖書公司編輯委員會（編輯及製作）《十萬個為甚麼（新視野版）》（第一輯）（商務印書館（香港））
- 陳學然《五四在香港——殖民情境、民族主義及本土意識》（中華書局（香港））
- 劉克襄《四分之三的香港——行山．穿村．遇見風水林》（中華書局（香港））
- 葛兆光《何為「中國」？——疆域、民族、文化與歷史》（牛津大學出版社）
- 周保松《政治的道德：從自由主義的觀點看》（中文大學出版社）
- 盧瑋鑾、熊志琴（編著）《香港文化眾聲道》（第一冊）（三聯書店（香港））
- 陳智德（主編）《香港文學大系（1919-1949）．新詩卷》（商務印書館（香港））
- 彭志銘、鄭政恆（編者）《香港粵語頂硬上》（次文化堂）
- 梁秉鈞《梁秉鈞五十年詩選》（上、下冊）（國立臺灣大學出版中心）
- 區家麟《傘聚》（天窗）
- 張敏慧《開鑼》（中和）
- 黃碧雲《微喜重行》（天地圖書）

### 2015年（第九屆）
- 劉智鵬、丁新豹（主編）《日軍在港戰爭罪行——戰犯審判紀錄及其研究》（中華書局（香港））
- 黎明海編《功夫港漫口述歷史1960-2014》（三聯書店（香港））
- 蘇美智（文字）、Robert Godden（攝影）《外傭——住在家中的陌生人》（三聯書店（香港））
- 韓麗珠《失去洞穴》（INK印刻文學）
- 何福仁《那一隻生了厚繭的手》（中華書局（香港））
- 陳冠中《建豐二年：新中國烏有史》（牛津大學出版社）
- 葉紹德（編撰）、張敏慧（校訂）《唐滌生戲曲欣賞（一）：帝女花、牡丹亭驚夢》（匯智出版）
- Yoshitake Shinsuke（圖文）《做一個機器人，假裝是我》（兒童少年讀物）（三采文化）
- 莊梅岩《莊梅岩劇本集》（天地圖書）
- Greg Girard（格雷格‧吉拉德）、Ian Lambot（林保賢）《黑暗之城——九龍城寨的日與夜》（中華書局（香港）、圓桌精英）

### 2016年（第十屆）
主題：十年不息——寫下熱誠印記
- 周保松《小王子的領悟》（中文大學出版社）
- 南海十三郎著、朱少璋編訂《小蘭齋雜記》（商務印書館（香港））
- 李歐梵《中國文化傳統的六個面向》（中文大學出版社）
- 董啟章《心》（聯經）
- 陸鴻基《坐看雲起時——一本香港人的教協史》（香港城市大學出版社）
- 劉克襄《虎地貓》（中華書局（香港））
- 陳國球《香港的抒情史》（中文大學出版社）
- 瑪麗安杜布（圖文）《獅子與鳥》（兒童少年讀物）（格林文化）
- 潘國靈《寫托邦與消失咒》（聯經）
- 馬家輝《龍頭鳳尾》（新經典）
- 魏時煜、羅卡編著《霞哥傳奇：跨洋電影與女性先鋒》（中華書局（香港））

### 2017年（第十一屆）
- 錢理群《20世紀中國知識分子精神史三部曲》（香港城市大學出版社）
- 陳國慧、朱琼愛（編輯）《十年城事：香港劇本選（2003-2012）（上、下冊）》（國際演藝評論家協會（香港分會）有限公司）
- 劉銳紹《我從六七暴動到今天(上、下冊)》（次文化）
- 何藩（攝影）《念香港人的舊》（WE Press Company Limited）
- Carmen Ng（圖）、鄧家宙（文）《香港地區報——18區文藝地圖》（中華書局（香港））
- 葉兆輝《香港貧窮問題真相》（中華書局（香港））
- 饒宗頤《香港當代作家作品選集．饒宗頤卷》（天地圖書）
- 潘國靈《消失物誌》（中華書局（香港））
- 董啟章《神》（聯經）
- 張婉雯《微塵記》（匯智）
- 伊蓮娜‧拉塞爾《新鄰居，你好？！》（字畝文化）

有意見認為，本屆的獲獎書籍，不論作品類型，多少都記錄了香港的社會現況，又或者呈現了香港不同的社會面貌。

### 2018年（第十二屆）
主題：熟成
- 北島、鄂復明《今天四十年》（牛津）
- 丘世文《尤明實錄》（美藝畫報）
- 王家琪、甘玉貞、何福仁、陳燕遐、趙曉彤、樊善標編《西西研究資料》（中華書局）
- 余英時《余英時回憶錄》（允晨文化）
- 鄺智文、蔡耀倫《東方堡壘：香港軍事史（1840－1970）》（中華書局）
- 吳靄儀《拱心石下——從政十八年》（啟思）
- 程翔《香港六七暴動始末——解讀吳荻舟》（牛津）
- 莫逸風、黃海榮《香港足球誌————職業足球五十年》（非凡）
- 黃碧雲《盧麒之死》（天地圖書）
- 郭斯恆《霓虹黯色──香港街道視覺文化記錄》（三聯）
- 李熙瑜《尋蟲記3──各出奇謀》（商務）

### 2019年（第十三屆）
主題：一鳴
- 尊子《生抽香港》（四筆象）
- 陳文敏《正道·大學——寫在風雨之後》（明報）
- 冼玉儀《穿梭太平洋：金山夢、華人出洋與香港的形成》（中華書局）
- 董啟章《命子》（聯經）
- 周保松《我們的黃金時代》（牛津）
- 濱田桂子《和平是什麼》（木棉樹）
- 劉銳紹《炸醒我的「六四」》（四筆象）
- 盧瑋鑾《盧瑋鑾文編年選輯》（三聯）
- 董橋《讀胡適》（牛津）

本年度新增設「香港新晉作家獎」，由馮睎乾憑《在加多利山尋找張愛玲》（三聯）奪得，而榮獲「評審推薦」之新晉作家則包括林喜兒、羅樂敏、黃振威、趙曉彤及梁柏堅（排名不分先後）。

## 外部連結
- 第十三屆香港書獎 （页面存档备份，存于）（附過往屆別連結）